# 소유스 28호

소유스 28호 패치

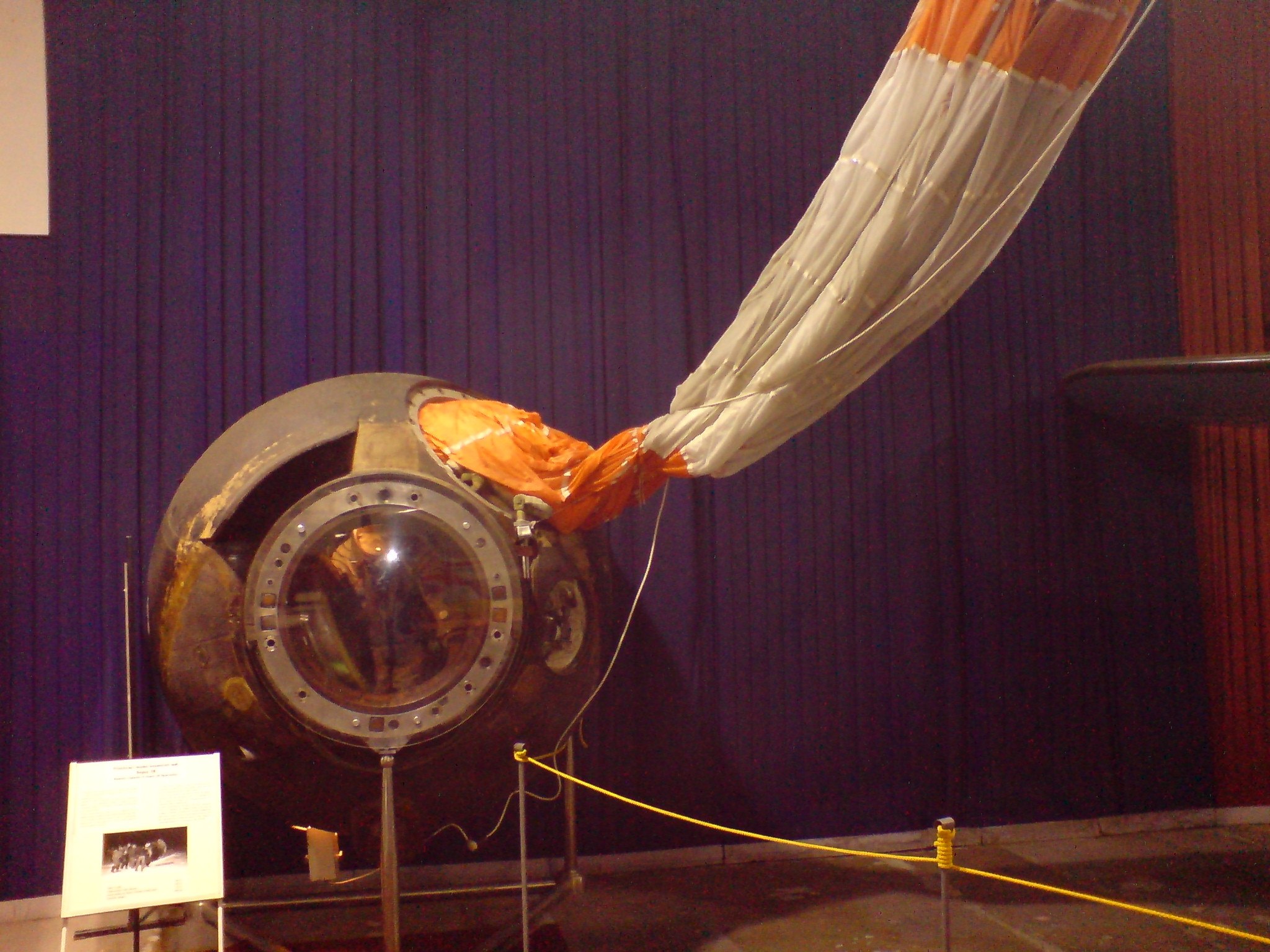
프라하 항공 박물관에 전시된 소유스 28호 캡슐.

소유스 28호(러시아어: Союз 28, 영어: Soyuz 28, 유니언 28)는 살류트 6호 우주정거장 궤도에 안착한 1978년 소련의 유인 우주선이다. 궤도 시설 도킹에 성공한 세 번째 우주선이며, 장기 체류 중인 소유스 26호 승무원을 방문한 것은 두 번째이다.

## 제원 및 특징
- 질량: 6,800 kg (15,000 lb)
- 근지점: 198.9 km (123.6 mi)
- 원지점: 275.6 km (171.2 mi)
- 기울기: 51.65°
- 기간: 88.95 분

## 참조
1. ↑  The mission report is available here: http://www.spacefacts.de/mission/english/soyuz-28.htm